# CityLine Hungary
CityLine Hungary — угорська чартерна авіакомпанія, що базується в Міжнародному аеропорту Будапешта Феріхедь. Штаб-квартира авіакомпанії розташована в Вечеші, Угорщина. В компанії працює понад 120 осіб.

## Історія
Авіакомпанія була заснована в березні 2003 для здійснення вантажних перевезень в європейські і африканські країни та країни СНД на двох літаках Ан-26.
У 2009 компанія відкрила пасажирські маршрути з міланського аеропорту Мальпенса в Італії в місця відпочинку на літаку Boeing 737-200

## Дочірні компанії
У CityLine Hungary є кілька дочірніх компаній (на травень 2010):
- CityLine Germany
- CityLine Ukraine
- CityLine Switzerland

## Флот
Флот CityLine Hungary складається з таких літаків (травень 2017):